# Jurij Hudolin
Jurij Hudolin (Lubiana, 1973) è un poeta, scrittore e editorialista sloveno.

## Vita e lavoro
Dopo il diploma di scuola superiore, frequentato a Pola e a Lubiana, si iscrive alla Facoltà di Lettere e Filosofia di Lubiana, dove studia linguistica comparata e serbo-croato. Dopo la laurea, è diventato scrittore freelance, attività che svolge tuttora. Ha iniziato a scrivere molto presto, pubblicando il suo primo libro di poesie, If Lying is King, nel 1991, quando aveva solo 18 anni. È stato il suo primo libro ed è diventato uno dei poeti più importanti della sua generazione. Fino al 2001, quando ha pubblicato la raccolta di poesie Una donna parla, è rimasto fedele a un atteggiamento di ribellione in un mondo degradato. Lo illustra con suggestioni surreali e simbolismi oscuri. Il ribellismo è stato poi sostituito da una sobria riflessione sul mondo, ma non dal venire a patti con esso.
È stato editorialista per Delo, Dnevnik, Večer, RTV Slovenija e altri importanti media sloveni.
Ha scritto quindici sceneggiature per film documentari, i più importanti dei quali sono il ritratto di Zlatko Zahovič (The Overtaken Master) e il ritratto di Milko Djurovski (When the Ball Fell on Our Heads)[3].
Dopo il 2005 ha iniziato a pubblicare narrativa e da allora ha pubblicato sette romanzi e un libro di racconti. La sua narrativa è per lo più incentrata sulle relazioni interpersonali e sulla vita nelle varie città e luoghi in cui egli stesso ha vissuto, dal Mediterraneo alla Lubiana continentale e alle città in cui ha vissuto come studioso di letteratura o traduttore e ha creato. L'autore è caratterizzato da una sintassi unica e da un ricco vocabolario. Il suo romanzo più noto è La pastorella, che è stato tradotto in sei lingue, da ultimo in tedesco con il titolo Der Stiefsohn (Septime Verlag, Wien, 2019). Il romanzo di Hudolin Ingrid Rosenfeld, che parla di ebrei, di violenza e tenerezza, di una visione pitagorica del mondo e di un amore implacabile per la letteratura, è stato candidato al Premio Kresnik nel 2014: è un tesoro nel canone della storia letteraria mondiale e slovena. I suoi due romanzi più recenti, Il tempo delle belle donne (Beletrina, 2023) e Il grande e il sesso maschile (KUD Apokalipsa, 2023), sono stati ampiamente acclamati dai lettori e dalla critica slovena. Le sue opere sono state discusse anche in lavori di laurea e post-laurea.
Ha ricevuto numerosi riconoscimenti, premi e nomination per il suo lavoro ed è stato destinatario di varie borse di studio nazionali e internazionali.
I libri di Hudolin sono stati tradotti in tedesco, ungherese, ceco, croato, inglese, macedone, serbo e albanese.

## Opere

### Poesia
- Jurij Hudolin, Če je laž kralj/Se la menzogna è re. JSKD, Ljubljana, 1991
- Jurij Hudolin, Ajdbog in ptičvolkkača/Aydbog e l'uccello lupo, 1ª ed., Mondena, 1992,  Grosuplje, ISBN 961-6076-078.
- Jurij Hudolin. Bestije/Bestie, Associazione degli scrittori sloveni, Ljubljana, 1994
- Jurij Hudolin, Previdi nemirnega čudaka/ Scorci di un pazzo irrequieto, 1ª ed., Karantanija, 1998,  Ljubljana, ISBN 961-226-243-8.
- Jurij Hudolin, Govori ženska/ Una donna parla, 1ª ed., Beletrina, 1998,  Ljubljana, ISBN [[Special:BookSources/961-6356-49-6&nbsp;|961-6356-49-6&nbsp;]].
- Jurij Hudolin, Ljubezni/ L'amore, 1ª ed., Nova revija, 2009,  Ljubljana, ISBN [[Special:BookSources/961-6356-49-6&nbsp;|961-6356-49-6&nbsp;]].
- Jurij Hudolin, Žival in lakaj najdeta ljubezen/ Un animale e un imbonitore trovano l'amore, 1ª ed.,  KUD Apokalipsa, 2009,  Ljubljana, ISBN 978-961-6644-42-6.
- Jurij Hudolin, Čakanje revolucije in modrosti/ Aspettando la rivoluzione e la saggezza, 1ª ed.,  KUD Apokalipsa, 2013,  Ljubljana, ISBN 978-961-6894-11-1.
- Jurij Hudolin, Prištinski dnevnik/ Diario di Prishtina, 1ª ed.,  KUD Apokalipsa, 2015,  Ljubljana, ISBN [[Special:BookSources/&nbsp;978-961-6894-66-1|&nbsp;978-961-6894-66-1]].
- Jurij Hudolin, Pudak in Rosenmind/ Pudak e Rosenmind, 1ª ed., KUD Apokalipsa, 2018,  Ljubljana, ISBN 978-961-6894-66-1.

### Romanzi, racconti, rubriche, saggio biografico, romanzo biografico
- Jurij Hudolin, Pusti to (izbrane kolumne)/  Lascia fare a te (rubriche selezionate), 1ª ed., V. B. Z., 2004,  Ljubljana, ISBN [[Special:BookSources/&nbsp;961-6468-13-8|&nbsp;961-6468-13-8]].
- Jurij Hudolin, Obiettività (romanzo), Beletrina, Ljubljana, 2005
- Jurij Hudolin, Pastorek/  Lascia fare a te (romanza), 1ª ed., Beletrina, 2008,  Ljubljana, ISBN 978-961-242-152-6.
- Jurij Hudolin, Vrvohodec (romanza), 1ª ed., Beletrina, 2011,  Ljubljana, ISBN [[Special:BookSources/978-961-242-346-9&nbsp;|978-961-242-346-9&nbsp;]].
- Jurij Hudolin, Na kolodvorski ulici nič novega/  Niente di nuovo in via Kolodvor (racconti), 1ª ed., Mladinska knjiga, 2012,  Ljubljana, ISBN [[Special:BookSources/978-961-01-2149-7&nbsp;|978-961-01-2149-7&nbsp;]].
- Jurij Hudolin, Ingrid Rosenfeld (romanzo), 1ª ed., Beletrina, 2014,  Ljubljana, ISBN 978-961-284-032-7.
- Jurij Hudolin, Osnove ljubezni in zla/ Le basi dell'amore e del male (romanzo) data=2016, 1ª ed., Beletrina,  Ljubljana, ISBN [[Special:BookSources/978-961-284-241-3&nbsp;|978-961-284-241-3&nbsp;]].
- Jurij Hudolin, Trst via Ljubljana/Trst via Lubiana (romanzo) data=2017, 1ª ed., Litera,  Maribor, ISBN [[Special:BookSources/978-961-284-241-3&nbsp;|978-961-284-241-3&nbsp;]].
- Jurij Hudolin, Ljubljanske ulice/ Le strade di Lubiana (romanzo), 1ª ed., Litera, 2018,  Maribor, ISBN 978-961-7018-13-4.
- Jurij Hudolin, O smehu Zlatka Čordića/Sulle risate di Zlatko Čordić (saggio biografico), 1ª ed., Beletrina, 2018,  Ljubljana, ISBN [[Special:BookSources/978-961-284-572-8&nbsp;|978-961-284-572-8&nbsp;]].
- Jurij Hudolin, Samohodec/ L'autotraditore (romanzo biografico (basato su alcuni motivi della vita di Igor Vidmar), 1ª ed., Beletrina, 2020,  Ljubljana, ISBN 978-961-284-643-5.
- Jurij Hudolin, Pisma s potovanja/Lettere da un viaggio (saggi, diari di viaggio, ritratti), 1ª ed., KUD Apokalipsa, 2021,  Ljubljana, ISBN 978-961-7054-36-1.
- Jurij Hudolin, Čas lepih žensk/Il tempo delle belle donne (romanzo), 1ª ed., Beletrina, 2023,  Ljubljana, ISBN [[Special:BookSources/978-961-298-015-3&nbsp;|978-961-298-015-3&nbsp;]].
- Jurij Hudolin, Velika in moški spol/Il grande e il sesso maschile (romanzo), 1ª ed., KUD Apokalipsa, 2023,  Ljubljana, ISBN [[Special:BookSources/&nbsp;978-961-7054-55-2|&nbsp;978-961-7054-55-2]].

### Antologie
- Ten Slovenian poets of the nineties: [selected poems]/Dieci poeti sloveni degli anni Novanta: [poesie selezionate]), 1ª ed., P.E.N., 2002,  Ljubljana, ISBN [[Special:BookSources/961-91010-0-6 &nbsp;&nbsp;|961-91010-0-6 &nbsp;&nbsp;]].
- Česko-slovinská literární setkání, Ljubljana, Beletrina 2003
- Mi se vrnemo zvečer/Torneremo in serata: un'antologia della giovane poesia slovena: 1990-2003, Beletrina, Ljubljana, 2004 ISBN 961-6446-58-4
- Vraćamo se uvečer: antologia della giovane poesia slovena: 1990-2003, Zagabria : Hrvatsko društvo pisaca, Zagabria: Durieux, 2006
- Savremena slovenačka poezija: (ludilo singulariteta), Centar za kulturne djelatnosti, Bijelo Polje ISBN 978-9940-9154-1-4
- Decametron: dieci poeti sloveni contemporanei: (nati tra il 1960 e il 1980), Centro sloveno P.E.N., Ljubljana, 2009 ISBN 978-961-6547-40-6
- Pordenonelegge 2010: Europe onkraj meja = l'Europa oltre confine: Associazione degli scrittori sloveni al festival Pordenonelegge 2010, P.E.N, Ljubljana, 2010 ISBN 978-961-6547-60-4
- Atlas evropske lirike/Atlante della lirica europea, Udruženje književnika Srpske, Banja Luka, 2013 ISBN 978-99938-48-68-4
- Sodobna slovenska poezija v portugalskih prevodih/Poesia slovena contemporanea in traduzione portoghese, Maribor: KUD Pranger, 2016, ISBN 978-961-92019-3-0
- Darovi evropske priče/I doni di un testimone europeo, Društvo Slovenaca Republike Srpske Triglav, Banja Luka: Kuča poezije, 2016 ISBN 978-99976-648-8-4
- Odisejevo utočište: poezija na tri mjesta/Il rifugio di Odisseo: poesia in tre luoghi (Il rifugio di Odisseo), Sandorf, Zagabria, 2019, ISBN 978-953-351-190-0